# روبرت پولیوکا
روبرت پولیوکا (انگلیسی: Róbert Polievka؛ زادهٔ ۹ ژوئن ۱۹۹۶) بازیکن فوتبال اهل اسلواکی است.
از باشگاه‌هایی که در آن بازی کرده‌است می‌توان به باشگاه فوتبال دوکلا بانسکا بیستریتسا و باشگاه فوتبال داک ۱۹۰۴ دونایسکا استردا اشاره کرد.
وی همچنین در تیم‌های ملی فوتبال زیر ۲۱ سال اسلواکی و اسلواکی بازی کرده‌است.